# 格拉夫陨石坑
格拉夫陨石坑（Graff）是位于月球正面西南部的一座撞击坑，约形成于38-32亿年前的晚雨海世，其名称取自德国天文学家卡西米尔·格拉夫(Kasimir Graff，1878年-1950年)，1970年被国际天文学联合会批准接受。

## 描述
该陨坑位于形成于酒海纪期，直径630公里的孟德尔-里德伯盆地内，西北毗邻海罗夫斯基陨石坑和德鲁德陨石坑。此外，在它的西北坐落了巨大的科迪勒拉山脉，东北和南面分别绵延着二道长度超过200公里的布瓦尔月谷和巴德月谷。该陨坑中心月面坐标为42°18′S 88°43′W / 42.3°S 88.71°W，直径36.16公里，深度约2.13公里。
格拉夫陨石坑外观轮廓大体圆状，南侧略微外凸，坑壁峻峭，边缘清晰，沿陡峭的西侧内壁显示有阶地状结构，环坡底分布有一圈岩屑堆。陨坑侧壁最大高出周边地形990米，内部容积约946公里3。坑内地形较为崎岖，中央区地表略为隆起，靠东北部坐落卫座小撞击坑。
由于该陨坑地处月球西南边沿，从地球看，其外观会有所变形，对它的观察主要有赖于月球摄动。

## 卫星陨石坑
按惯例，最靠近格拉夫陨石坑的卫星坑在月图上以字母标注在该坑中心点的旁边。

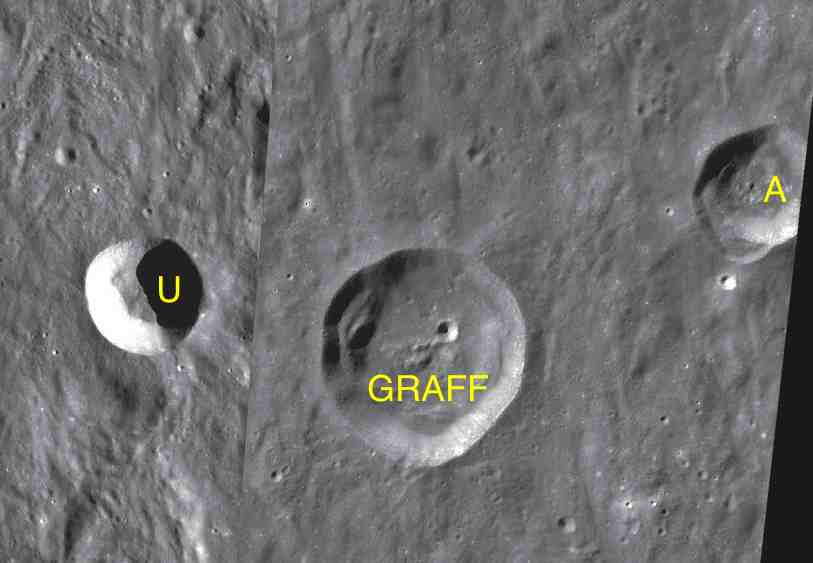
LAC-123 区域图

| 格拉夫 | 纬度    | 经度    | 直径    |
| ------ | ------- | ------- | ------- |
| A      | 41.2° S | 86.1° W | 21 公里 |
| U      | 42.1° S | 90.7° W | 20 公里 |

## 另请参阅
- Andersson, L. E.; Whitaker, E. A. . NASA RP-1097. 1982.
- Blue, Jennifer. . USGS. July 25, 2007  [2007-08-05]. （原始内容存档于2013-02-13）.
- Bussey, B.; Spudis, P. . New York: Cambridge University Press. 2004. ISBN 978-0-521-81528-4.
- Cocks, Elijah E.; Cocks, Josiah C. . Tudor Publishers. 1995. ISBN 978-0-936389-27-1.
- McDowell, Jonathan. . Jonathan's Space Report. July 15, 2007  [2007-10-24]. （原始内容存档于2012-05-26）.
- Menzel, D. H.; Minnaert, M.; Levin, B.; Dollfus, A.; Bell, B. . Space Science Reviews. 1971, 12 (2): 136–186. Bibcode:1971SSRv...12..136M. doi:10.1007/BF00171763.
- Moore, Patrick. . Sterling Publishing Co. 2001. ISBN 978-0-304-35469-6.
- Price, Fred W. . Cambridge University Press. 1988. ISBN 978-0-521-33500-3.
- Rükl, Antonín. . Kalmbach Books. 1990. ISBN 978-0-913135-17-4.
- Webb, Rev. T. W.  6th revised. Dover. 1962. ISBN 978-0-486-20917-3.
- Whitaker, Ewen A. . Cambridge University Press. 1999. ISBN 978-0-521-62248-6.
- Wlasuk, Peter T. . Springer. 2000. ISBN 978-1-85233-193-1.